# Diocesi di Kwito-Bié
La diocesi di Kwito-Bié (in latino Dioecesis Kvitobiensis) è una sede della Chiesa cattolica in Angola suffraganea dell'arcidiocesi di Huambo. Nel 2023 contava 1.079.000 battezzati su 1.731.000 abitanti. È retta dal vescovo Vicente Sanombo.

## Territorio
La diocesi comprende la città di Kuito, nella provincia di Bié, dove si trova la cattedrale di San Lorenzo.
Il territorio è suddiviso in 21 parrocchie.

## Storia
La diocesi di Silva Porto fu eretta il 4 settembre 1940 con la bolla Sollemnibus Conventionibus di papa Pio XII, ricavandone il territorio dalla diocesi Angola e Congo (oggi arcidiocesi di Luanda). Originariamente era suffraganea dell'arcidiocesi di Luanda.
Il 25 novembre 1957 e il 1º luglio 1963 cedette porzioni del suo territorio a vantaggio dell'erezione rispettivamente delle diocesi di Malanje (oggi arcidiocesi) e di Luso (oggi diocesi di Lwena).
Il 3 febbraio 1977 è entrata a far parte della provincia ecclesiastica dell'arcidiocesi di Huambo.
Il 16 maggio 1979 ha assunto il nome attuale in forza del decreto Cum Excellentissimus della Congregazione per l'evangelizzazione dei popoli.

## Cronotassi dei vescovi
Si omettono i periodi di sede vacante non superiori ai 2 anni o non storicamente accertati.
- Antonio Ildefonse dos Santos Silva, O.S.B. † (3 novembre 1941 - 17 agosto 1958 deceduto)
- Manuel António Pires † (23 settembre 1958 succeduto - 15 giugno 1979 dimesso)
- Pedro Luís António † (15 giugno 1979 - 15 gennaio 1997 ritirato)
- José Nambi † (15 gennaio 1997 succeduto - 31 ottobre 2022 deceduto)
- Vicente Sanombo, dal 28 marzo 2024

## Statistiche
La diocesi nel 2023 su una popolazione di 1.731.000 persone contava 1.079.000 battezzati, corrispondenti al 62,3% del totale.
| anno | popolazione | popolazione | popolazione | presbiteri | presbiteri | presbiteri | presbiteri                | diaconi | religiosi | religiosi | parrocchie |
| anno | battezzati  | totale      | %           | numero     | secolari   | regolari   | battezzati per presbitero | diaconi | uomini    | donne     | parrocchie |
| ---- | ----------- | ----------- | ----------- | ---------- | ---------- | ---------- | ------------------------- | ------- | --------- | --------- | ---------- |
| 1950 | 63.536      | 943.529     | 6,7         | 46         |            | 46         | 1.381                     |         | 42        | 15        | 2          |
| 1969 | 243.743     | 600.000     | 40,6        | 56         | 12         | 44         | 4.352                     |         | 66        | 82        | 26         |
| 1980 | 329.000     | 723.000     | 45,5        | 9          | 3          | 6          | 36.555                    |         | 8         | 15        | 22         |
| 1990 | 326.300     | 767.000     | 42,5        | 6          | 1          | 5          | 54.383                    |         | 9         | 26        | 24         |
| 1999 | 415.655     | 981.179     | 42,4        | 15         | 11         | 4          | 27.710                    |         | 12        | 34        | 10         |
| 2000 | 420.344     | 985.120     | 42,7        | 12         | 10         | 2          | 35.028                    |         | 5         | 30        | 11         |
| 2001 | 426.774     | 995.991     | 42,8        | 15         | 13         | 2          | 28.451                    |         | 5         | 37        | 11         |
| 2002 | 432.626     | 1.000.131   | 43,3        | 17         | 13         | 4          | 25.448                    |         | 7         | 37        | 11         |
| 2003 | 440.627     | 1.001.914   | 44,0        | 18         | 13         | 5          | 24.479                    |         | 10        | 35        | 11         |
| 2004 | 453.347     | 1.016.688   | 44,6        | 18         | 13         | 5          | 25.185                    |         | 9         | 41        | 11         |
| 2013 | 806.639     | 1.295.000   | 62,3        | 32         | 21         | 11         | 25.207                    |         | 32        | 60        | ?          |
| 2016 | 873.977     | 1.401.855   | 62,3        | 34         | 24         | 10         | 25.705                    |         | 44        | 74        | 18         |
| 2019 | 955.245     | 1.531.800   | 62,4        | 40         | 26         | 14         | 23.881                    |         | 49        | 81        | 16         |
| 2021 | 1.016.000   | 1.630.155   | 62,3        | 41         | 29         | 12         | 24.780                    |         | 44        | 84        | 18         |
| 2023 | 1.079.000   | 1.731.000   | 62,3        | 53         | 41         | 12         | 20.358                    |         | 44        | 83        | 21         |